# Killzone: Liberation
Killzone: Liberation (KZ:L) – sequel gry z 2004 z gatunku first-person shooterów, Killzone. Killzone: Liberation został wydany na konsolę PlayStation Portable 31 października 2006 w Ameryce Północnej i 3 listopada 2006 w Europie. W przeciwieństwie do poprzedniczki gra jest third-person shooterem. Następną grą w serii jest Killzone 2 na konsolę PlayStation 3.
Postacie:
Podobnie jak w części pierwszej dowodzimy kapitanem Janem Templarem z ISA.
W trybie gry wieloosobowej dostępne są następujące postacie:
ISA:
- Templar
- Rico
- Żołnierz piechoty
- Milcher
- Evelyn
- Stratson

Helghast:
- Żołnierz
- Żołnierz wojsk szturmowych
- Snajper
- Specjalista
- Komandos
- Grenadier
- Cobar
- Metrak